# Deutsche Meisterschaften 1930
Als Deutsche Meisterschaft(en) 1930 oder DM 1930 bezeichnet man folgende Deutsche Meisterschaften, die im Jahr 1930 stattgefunden haben:
- Deutsche Eishockey-Meisterschaft 1930
- Deutsche Fechtmeisterschaften 1930
- Deutsche Leichtathletik-Meisterschaften 1930
- Deutsche Ringermeisterschaften 1930
- Deutsche Schwimmmeisterschaften 1930
- Deutsches Meisterschaftsrudern 1930